# Ahala
Ahala est un quartier du Sud de la ville de Yaoundé au Cameroun situé dans l’arrondissement de Yaoundé III.

## Historique
Ahala est un ensemble de deux petites agglomérations : Ahala I et Ahala II.
À l’époque coloniale, les populations étaient forcées des forêts[pas clair] afin de se regrouper à des endroits faciles d’accès pour faciliter leur administration. Son nom signifie installe-toi en cet endroit précis ; il découlerait de la victoire de la tribu Edzoa contre la tribu Elom, à la suite de laquelle leur patriarche décida de s’y installer définitivement.
Ahala II par contre a été créé par le chef Onambele Mbazoa, qui y installa sa chefferie à la demande de sa mère.

## Géographie
Situé au Sud de la Ville de Yaoundé sur l’ancienne route Yaoundé-Kribi, il est un interfluve qui sépare les affluents Esob Minlung et Biyeme.
Il est entouré des quartiers Nomayos, Afanayo, Mvan et Simbock. 

## Population
Ahala est peuplé en grande partie d'autochtones, dont une majorité de Béti (60 %), où les Ewondo dominent largement. Cosmopolite de par son histoire, Obobogo est voisin à plusieurs zones voisines telles qu'Obobogo, Nsam, Efoulan ou Nsimeyong.

## Institutions

### Éducation
Ahala possède de nombreuses infrastructures d'éducation. On compte l'enseignement maternel, primaire, secondaire et supérieur. On peut citer: Lycée d’Ahala, Oasis école Ahala, Groupe scolaire bilingue Honoris Causa, Collège Diderot, Institut supérieur des professions de santé (ISPS).

### Lieux de culte
On peut citer: la Paroisse Notre Dame des Sept douleurs d’Ahala Barrière, Sainte Thérèse de l’Enfant Jésus d’Ahala Centre , l'Église évangélique du Cameroun Ahala, l'Église biblique baptiste d’Ahala.

### Lieux populaires
Les activités économiques sont dynamiques et variées au quartier Ahala. Entre autres, des snack-bars, des ventes à emporter, des espaces de commerce général et des stations-services.
Eco Park Attraction Touristique 
Service de carburant – Tradex Barrière
1er et 2e Echangeur Ahala
Société industrielle de Mbang (SIM)  

## Santé
- Centre médical d'arrondissement CMA D'AHALA
- Pharmacie d'Ahala

## Sécurité publique
- Commissariat 19e (Ahala)